# Kryptonite
Kryptonite (englisch für „Kryptonit“) ist ein Lied der US-amerikanischen Rockband 3 Doors Down. Der Song ist die erste Singleauskopplung ihres Debütalbums The Better Life und wurde am 11. Januar 2000 veröffentlicht.

## Inhalt
In Kryptonite fragt das Lyrische Ich, ob eine vertraute Person (ein enger Freund oder Lebenspartner) sowohl in guten als auch in schlechten Zeiten zu ihm halten würde. Es selbst werde ihn immer unterstützen und hofft, dass dies auf Gegenseitigkeit beruht. Dabei spielen Text und Titel auf die Comicfigur Superman an, deren größte Schwäche das fiktive Mineral Kryptonit ist.

“If I go crazy, then will you still call me Superman?

If I’m alive and well, will you be there and holding my hand?

I’ll keep you by my side with my superhuman might

Kryptonite”

## Produktion
Das Lied wurde von dem US-amerikanischen Musikproduzenten Paul Ebersold produziert. Als Autoren fungierten die Bandmitglieder Brad Arnold, Matt Roberts und Todd Harrell.

## Musikvideo
Bei dem zu Kryptonite gedrehten Musikvideo führte der US-amerikanische Regisseur Dean Karr Regie. Auf YouTube verzeichnet es über 290 Millionen Aufrufe (Stand Mai 2020).
Das Video zeigt einen alten Mann, der früher einen Actionhelden im Fernsehen gespielt hat, doch nun in Unterwäsche in seinem Apartment sitzt und sich die alten Filme anschaut. Anschließend sieht man die Band, die den Song auf dem Dach des Häuserblocks spielt. Währenddessen bemerkt der alte Mann, wie im Treppenhaus eine Frau von einem Mann belästigt und angegriffen wird. Er zieht daraufhin seinen Superheldenanzug an und verfolgt den Täter durch die Stadt. Dabei wird der alte Mann von einer Gruppe Gothics abgefangen und verprügelt. Zwischendurch sieht man die Band, die das Lied in einem Club (dem Cowboy Palace Saloon in Los Angeles) vor mehreren älteren Menschen, die ebenfalls als Comic-Helden verkleidet sind, spielt. Nach der Prügelei setzt der alte Mann seine Verfolgung fort, die zu dem Club führt, in dem die Band auftritt. Schließlich stürzt der alte Mann sich durch das Glasdach des Clubs auf den Täter und überwältigt ihn.

## Single

### Covergestaltung
Die Single wurde weltweit mit verschiedenen Covern veröffentlicht. In Deutschland erschien sie in zwei Versionen, wobei das Singlecover der ersten Version eine weiße Tür zeigt, die einen Spalt breit geöffnet ist, aus dem grüne Lichtstrahlen dringen. Mitten im Bild befinden sich die schwarzen Schriftzüge 3 doors down und Kryptonite. Das Cover der zweiten Version zeigt ein Schwarz-weiß-Foto der vier Bandmitglieder. Am unteren Bildrand befinden sich die weißen Schriftzüge 3 Doors Down und Kryptonite.

### Titelliste
Version 1
1. Kryptonite – 3:56
2. Wasted Me – 3:11
3. Life of My Own (Live) – 4:36
4. Kryptonite (Acoustic) – 3:49

Version 2
1. Kryptonite – 3:56
2. Wasted Me – 3:11
3. Duck and Run – 3:52
4. Kryptonite (Video) – 3:53

### Chartplatzierungen
Kryptonite stieg am 30. Oktober 2000 auf Platz 88 in die deutschen Charts ein und erreichte zwei Wochen später mit Rang 85 die höchste Position. Insgesamt konnte sich der Song drei Wochen in den Top 100 halten. Besonders erfolgreich war das Lied in den Vereinigten Staaten, wo es Platz 3 belegte und sich 53 Wochen in den Charts hielt. Weitere Charterfolge feierte Kryptonite unter anderem in Australien (Rang 8), Neuseeland (Position 13) und den Niederlanden (Platz 17).
| ChartsChartplatzierungen       | Höchstplatzierung | Wochen |
| ------------------------------ | ----------------- | ------ |
| Deutschland (GfK)              | 85 (3 Wo.)        | 3      |
| Vereinigte Staaten (Billboard) | 3 (53 Wo.)        | 53     |

| ChartsJahrescharts (2000)      | Platzierung |
| ------------------------------ | ----------- |
| Vereinigte Staaten (Billboard) | 15          |

| ChartsJahrescharts (2000–2009) | Platzierung |
| ------------------------------ | ----------- |
| Vereinigte Staaten (Billboard) | 43          |

### Auszeichnungen für Musikverkäufe
Kryptonite wurde 2025 für mehr als 600.000 verkaufte Exemplare in Deutschland mit einer Platin-Schallplatte ausgezeichnet. In den Vereinigten Staaten erhielt die Single im Jahr 2024 für über acht Millionen Verkäufe Achtfach-Platin. Zudem bekam das Lied im Vereinigten Königreich 2024 für mehr als 600.000 verkaufte Einheiten eine Platin-Schallplatte. Mit weltweit über neun Millionen zertifizierten Verkäufen ist es bis heute der kommerziell erfolgreichste Song der Band.
| Land/Region                  | Auszeichnungen für Musikverkäufe (Land/Region, Auszeichnung, Verkäufe) | Verkäufe  |
| ---------------------------- | ---------------------------------------------------------------------- | --------- |
| Australien (ARIA)            | Platin                                                                 | 70.000    |
| Dänemark (IFPI)              | Platin                                                                 | 90.000    |
| Deutschland (BVMI)           | Platin                                                                 | 600.000   |
| Neuseeland (RMNZ)            | 5× Platin                                                              | 150.000   |
| Vereinigte Staaten (RIAA)    | 8× Platin                                                              | 8.000.000 |
| Vereinigtes Königreich (BPI) | Platin                                                                 | 600.000   |
| Insgesamt                    | 17× Platin ·                                                           | 9.510.000 |

Bei den Grammy Awards 2001 wurde Kryptonite in der Kategorie Best Rock Song nominiert, unterlag jedoch dem Lied With Arms Wide Open von Creed.